# Isola del Tino
L’isola del Tino si trova nel mar Ligure, all'estremità occidentale del Golfo della Spezia; il suo territorio fa parte del comune di Portovenere. Dista 500 m dall'isola Palmaria e 2,5 km dalla terraferma.
Un perimetro di circa due chilometri racchiude i 127.000 mq dell'isola del Tino, lussureggiante per il bosco misto di pini e lecci che nei secoli ha soppiantato le precedenti colture a olivo e vite, risalenti all'epoca degli insediamenti dei monaci benedettini.
Un'impervia ed elevata falesia cinge l'isola da occidente rendendola inaccessibile e, al tempo stesso, strategica. Punta estrema della Liguria di levante, faro naturale proteso verso il Mediterraneo, dirimpettaio di Capraia, Gorgona e Corsica.
Dal 1997 l'isola del Tino, insieme alle altre isole Palmaria e Tinetto, Portovenere e le Cinque Terre è stata inserita tra i Patrimoni dell'umanità dell'UNESCO.
(August von Platen, 1830)

## Descrizione
L'isola del Tino (Tyrus mayor nei testi medievali, nome probabilmente di origine fenicia) può essere considerata, fra le tre isole del Golfo, come quella "intermedia", sia come dimensioni, sia come posizione.
A Nord infatti troviamo l'isola Palmaria, la più estesa, mentre a Sud è l'isolotto del Tinetto, di dimensioni più ridotte.
Entrambe queste due isole distano dal Tino solo alcune decine di metri.
La superficie dell'isola, che si erge fino a 117 metri s.l.m., è di 0,13 km² e il suo perimetro di quasi 2 km.
Un faro del XIX secolo è costruito sulla sommità dell'isola.

## Storia
Scavi eseguiti nel 2021 hanno individuato reperti di un edificio di epoca romana e risalenti al primo insediamento nell'isola.
San Venerio, nato nell'isola della Palmaria e patrono del Golfo della Spezia, si ritira in eremitaggio sull'isola sino alla sua morte, avvenuta nel 630. Narra la leggenda che accendesse dei fuochi per indicare la rotta ai naviganti. Per questo motivo è patrono dei fanalisti e il suo esempio continua ancora oggi, come testimonia il faro che si erge sulla sommità della scogliera.
In sua memoria sulla sua tomba viene costruito dapprima un piccolo santuario nel VII secolo da Lucio, vescovo di Luni. 
Più tardi, nell'XI secolo, presso l'antico romitorio edificato dove era stato ritrovato il corpo del santo, dai monaci benedettini Benedettino viene fondato il monastero di San Venerio e Santa Maria del Tino, destinato a godere di ampia fama e ricevere frequenti donazioni dai nobili dei paesi 
circostanti. 
Nell’estate del 1242, davanti all’isola del Tino, Genova si prende la rivincita della battaglia del Giglio sconfiggendo la flotta pisana alleata dell'imperatore Federico II.
Nel 1435, pontifice Eugenio IV, ai monaci Benedettini succedono gli Olivetani che vi rimangono fino al 1446, quando devono abbandonare il luogo, troppo esposto alle incursioni turche. I ruderi del monastero sono tuttora visibili sulla costa settentrionale dell'isola.
Probabilmente nei primi anni del XVII secolo la Repubblica di Genova vi erige una torre-fortezza di avvistamento.
Dalla seconda metà del XIX secolo l'isola è interessata dalle ingenti opere di fortificazione del Golfo della Spezia    ancora oggi è di proprietà militare.
Importanti lavori di restauro dell'antica abbazia sono stati eseguiti intorno alla metà del XX secolo.

## Archeologia subacquea
Ricerche subacquee condotte nel 2012 e 2014 a 17 miglia a sud dell'isola del Tino hanno scoperto due relitti romani. Le navi naufragate trasportavano carichi di anfore vinarie di tipo greco-italico e costituiscono la testimonianza delle rotte di traffico marittimo tra Roma, la Gallia e la Spagna.
Un primo relitto, denominato Daedalus 12, è a una profondità di circa 400 m ed è gravemente danneggiato dai solchi delle reti a strascico che hanno ridotto le anfore ad un ammasso caotico di frammenti, sparsi su un’area molto vasta.
Un secondo relitto, più profondo a 500 m, denominato Daedalus 21, si è conservato sostanzialmente intatto, con il suo carico di oltre duemila anfore vinarie Dressel 1 (di cui 878 visibili in superficie) e vasi, databili intorno al II sec. a.C.. Il relitto è lungo circa 25 metri e reca ancora  quattro ceppi d’ancora che hanno permesso di definire la posizione della prua.
Il relitto del  cacciatorpediniere Vincenzo Gioberti, affondato il 9 agosto 1943, è stato localizzato a 600 m di profondità a ponente dell'isola del Tino.

## Ambiente

### Flora

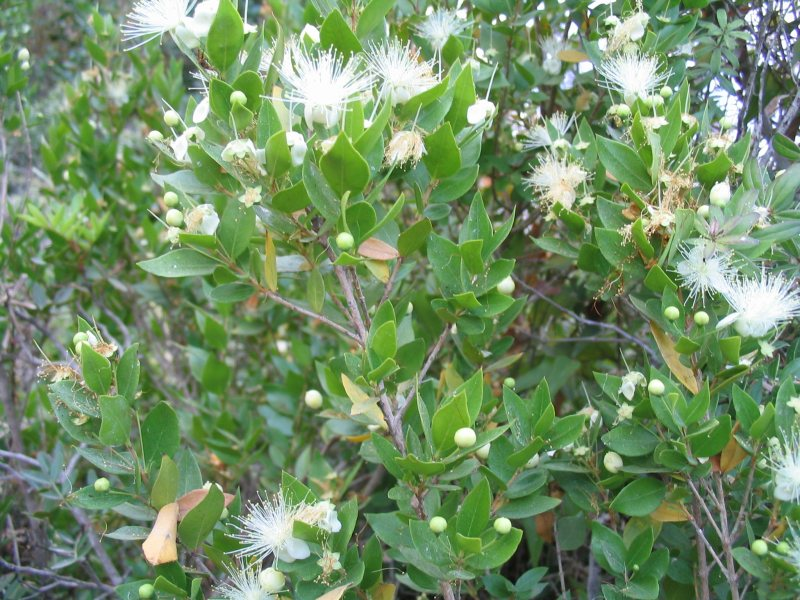
Mirto
Myrtus communis

La flora prevalente nell'isola è costituita dalla macchia mediterranea e dal bosco di leccio. Altre importanti formazioni vegetali sono la macchia ad euforbia (uphorbia dendroides) e, sulle scogliere più vicine al mare, quelle caratterizzate dal finocchio di mare (Crithmum maritimum). Inoltre molto presenti sono anche: la cineraria marittima (Senecio cineraria), il papavero cornuto (Glacium flavum), la ginestra (Spartium junceum), il fico degli ottentotti (Carpobrotus acinaciformis), la centaurea veneris, la valeriana rossa (Centranthus ruber), la ruta (Ruta graveolens). Sono presenti anche alcune piante aromatiche come il timo (Thimus vulgaris), il mirto (Myrtus communis), il rosmarino (Rosmarinus officinalis) e l'ampelodesma mauritanica.

### Fauna

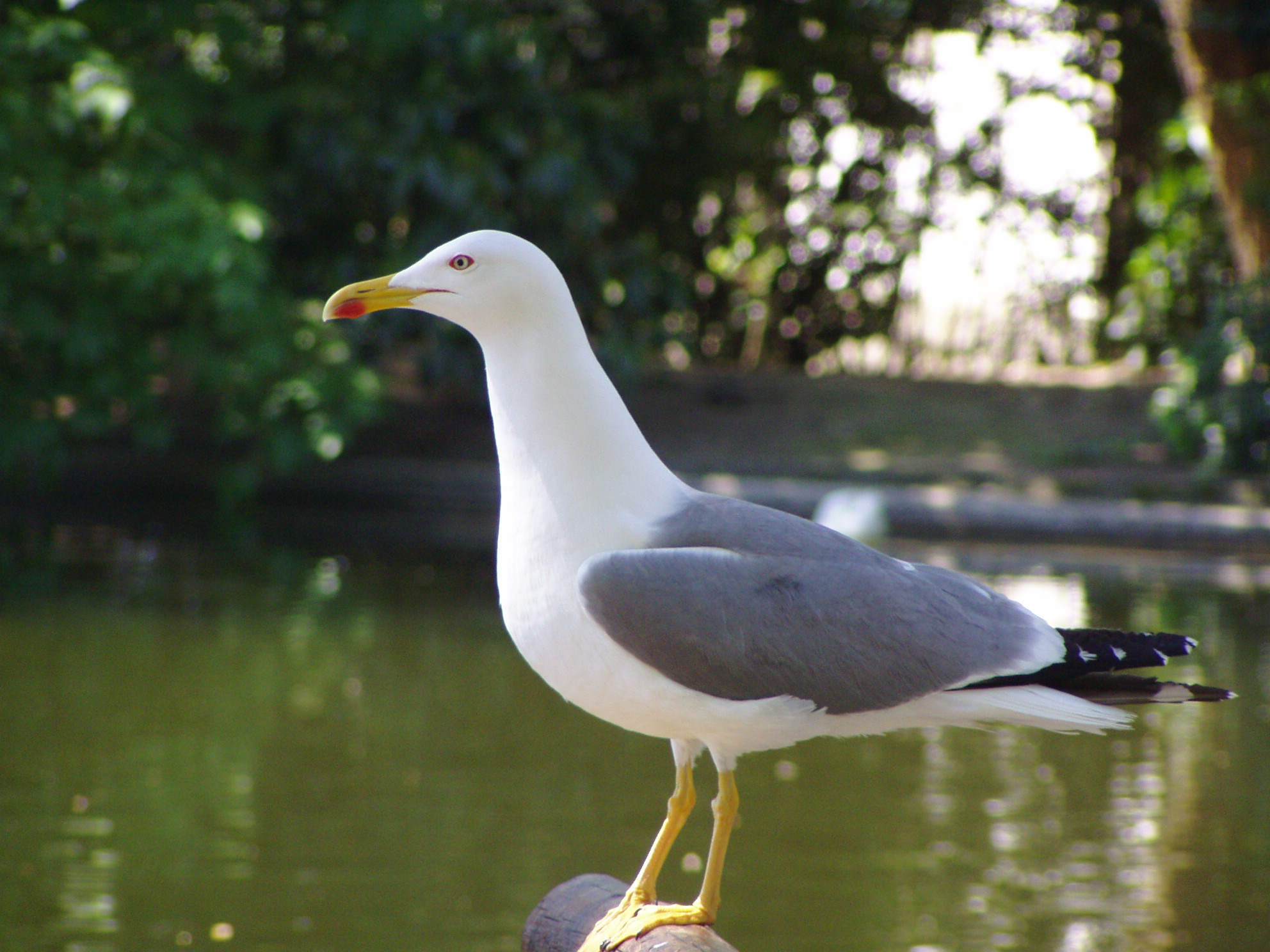
Gabbiano Reale (Larus michahellis) l'uccello più diffuso nell'isola del Tino

La fauna del Tino è molto simile a quella della Palmaria, a motivo della vicinanza tra le due isole. Sull'isola si trovano alcune delle maggiori emergenze faunistiche rettili, quali il tarantolino Phyllodactylus europaeus, il più piccolo dei gechi europei, facilmente riconoscibile per l'assenza di tubercoli sul lato dorsale. Oltre che sulle isole del Tino e del Tinetto questo geconide è presente in pochissimi altri siti liguri.
Tra gli uccelli ricordiamo il gheppio (Falco tinnunculus), il falco pellegrino (Falco peregrinus), lo sparviero (Accipiter nisus), la pernice rossa (Alectoris rufa), i gabbiani (Larus argentatus, Larus michahellis), il corvo imperiale (Corvus corax), il passero solitario (Monticola solitarius), il cormorano o marangone dal ciuffo (Phalacrocorax aristotelis). Nell'isola l'elevata presenza di uccelli è dovuta alla quasi totale assenza dell'uomo. Questo ha fatto sì che gli uccelli (in particolare i gabbiani) nidificassero indisturbati anche nei posti più impensabili dell'isola.

## Edifici nell'isola
L'isola non è mai stata veramente abitata e le strutture presenti sono quindi poche e quasi tutte a carattere militare. Tra quelle che si sono conservate fino a noi sono: i ruderi del monastero di San Venerio, la batteria G. Ronca, il faro, la vecchia casamatta trasformata in piccolo museo.

### Strutture militari
A causa forse del suo isolamento nell'isola del Tino prima del 1920 non erano presenti installazioni difensive (né durante il dominio genovese né durante quello napoleonico venne presa in considerazione questa possibilità anche se Napoleone Bonaparte lo ritenesse utile). 
La prima struttura difensiva ad essere costruita risale a dopo gli anni '20 ad opera della Regia Marina a nord-ovest dell'isola ed è stata la Batteria G. Ronca a cui in seguito ci sono aggiunti altri edifici secondari per il funzionamento della batteria cioè: la Casamatta, la Casermetta, i convertitori, i proiettori di tiro e di scoperta, il deposito benzina.
Tutto questo complesso per garantire maggiore sicurezza in caso di possibile attacco via mare (all'epoca dell'edificazione non erano ancora impiegati gli aerei per i bombardamenti) era dislocato in tutta l'isola per garantire maggiore sicurezza ai singoli settori. Inoltre la dislocazione delle quattro torrette di tiro in alture in diverse posizioni garantiva una copertura di tiro molto elevata (la zona interna del porto era coperta solo dal "pezzo" n.4 perché comunque c'era già un numero sufficiente di batterie in tutto il golfo a garantire un'efficiente copertura di tiro.

### Strutture religiose
Scavi condotti nel 1962 dalla Soprintendenza ai monumenti della Liguria hanno rivelato gli avanzi delle fondamenta e dell'abside un'antichissima ecclesia databile tra il V e il VI secolo e quindi contemporanea agli oratori del vicino Tinetto.
Presso questi rilevamenti più antichi, ma distinta da essi, è l'antica Abbazia di San Venerio.

In origine in questo luogo era solo una cappella edificata già nel VII secolo sul luogo di sepoltura di san Venerio, santo eremita nativo della Palmaria, isola maggiore dell'arcipelago spezzino.

Per l'insicurezza provocata dalle continue devastazioni dei Saraceni sulle coste liguri, il venerato corpo del santo nell'860 fu traslato in un luogo più sicuro, presso il nascente borgo di Spezia e i monaci abbandonarono il luogo. 

La vita religiosa poté riprendere quando la potenza di Genova e di Pisa, ai primi dell'XI secolo, sconfitti i saraceni riportò una relativa sicurezza sul Tirreno: i Signori di Vezzano, che della marca Obertenga erano i valvassori sul borgo di Portovenere, fecero rifiorire le istituzioni monastiche con donazioni di terre ai Benedettini.

Nello stesso XI secolo un'abbazia venne edificata dai monaci Benedettini come trasformazione architettonica della prima cappella. 

Il complesso venne poi abbandonato dai successivi monaci Olivetani nel XV secolo , quando questi dovettero trasferirsi in un più sicuro insediamento monastico nella zona del Varignano) e quindi andò incontro ad un lento decadimento strutturale. 
Dell'antico edificio medievale rimangono oggi visibili la facciata della chiesa, i suoi muri perimetrali e quelli del chiostro, in stile romanico.
Nel convento degli Olivetani ha sede il museo archeologico dell'isola del Tino che conserva anfore e monete romane e manufatti dei monaci come boccali in graffita policroma e un catino in maiolica. 
Un altro importante edificio è il Cenotafio di San Venerio.

### Strutture civili

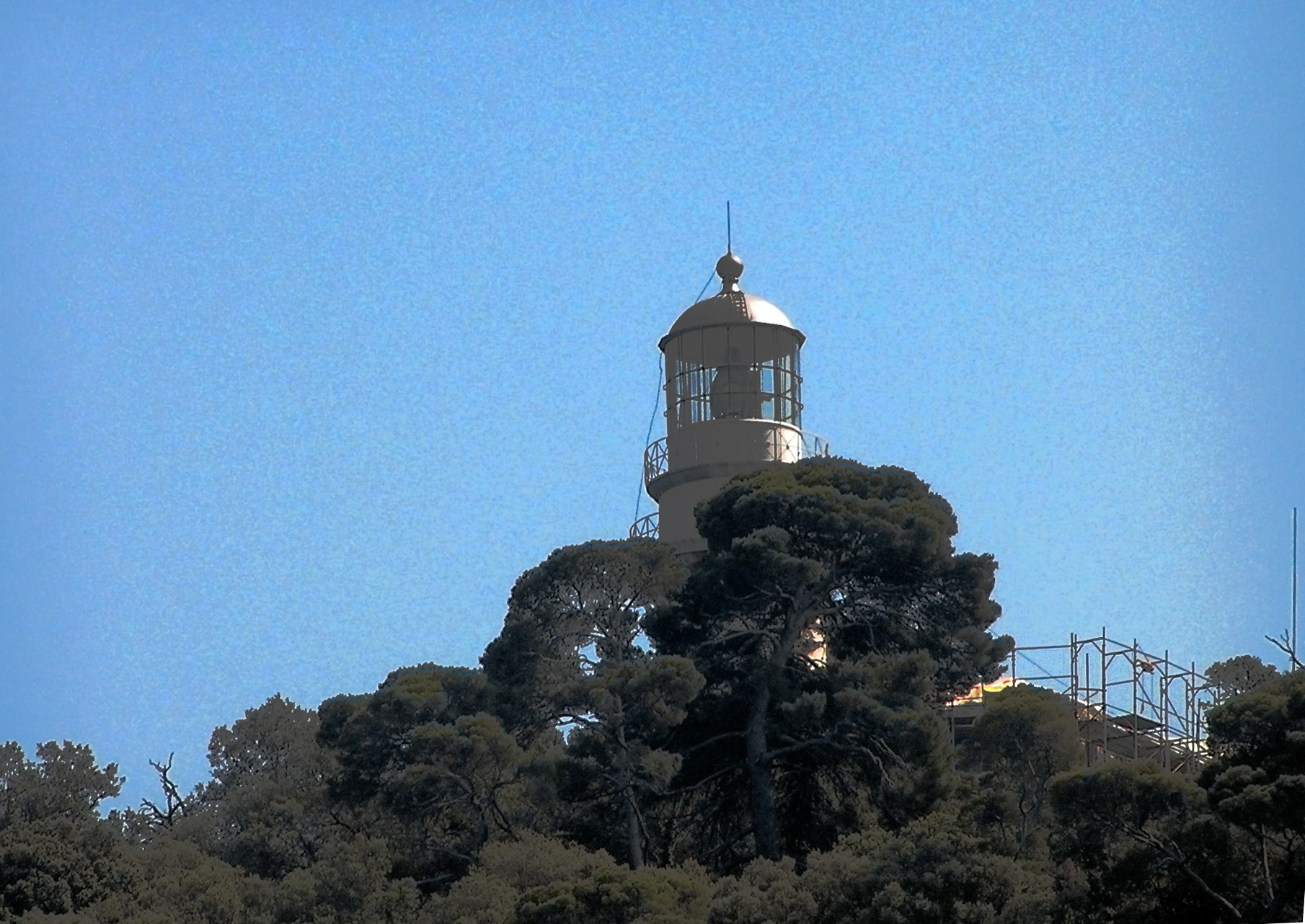
Il faro dell'isola

Altre strutture sono il porticciolo ed il faro, entrambi direttamente controllati e gestiti dal Comando Militare. 
L'edificio del faro è stato costruito nel 1840 sulla piazza d'armi della seicentesca fortezza di avvistamento genovese per decisione di re Carlo Alberto.
Il primo combustibile utilizzato per il funzionamento del faro era l'olio vegetale, successivamente sostituito dal carbone. 
Nel 1884 venne costruita una seconda torre, più alta della prima torre, alla cui sommità vennero poste delle lenti ottiche ad incandescenza, alimentate elettricamente da due macchine a vapore. Poiché questo sistema forniva eccessiva potenza al fascio di luce prodotto, nel 1912 l'impianto venne sostituito con uno a vapori di petrolio. Grazie all'arrivo dell'energia elettrica il faro venne elettrificato, mentre la completa automazione avvenne nel 1985. 
Il faro è controllato e gestito dal Comando di Zona Fari della Marina Militare che ha sede alla Spezia e che soprintende tutti i fari dell'Alto Tirreno.
Di notte da Lerici (che si trova dal lato opposto del golfo della Spezia) o dalle Cinque Terre è possibile vederne i lampi nell'oscurità del mare.

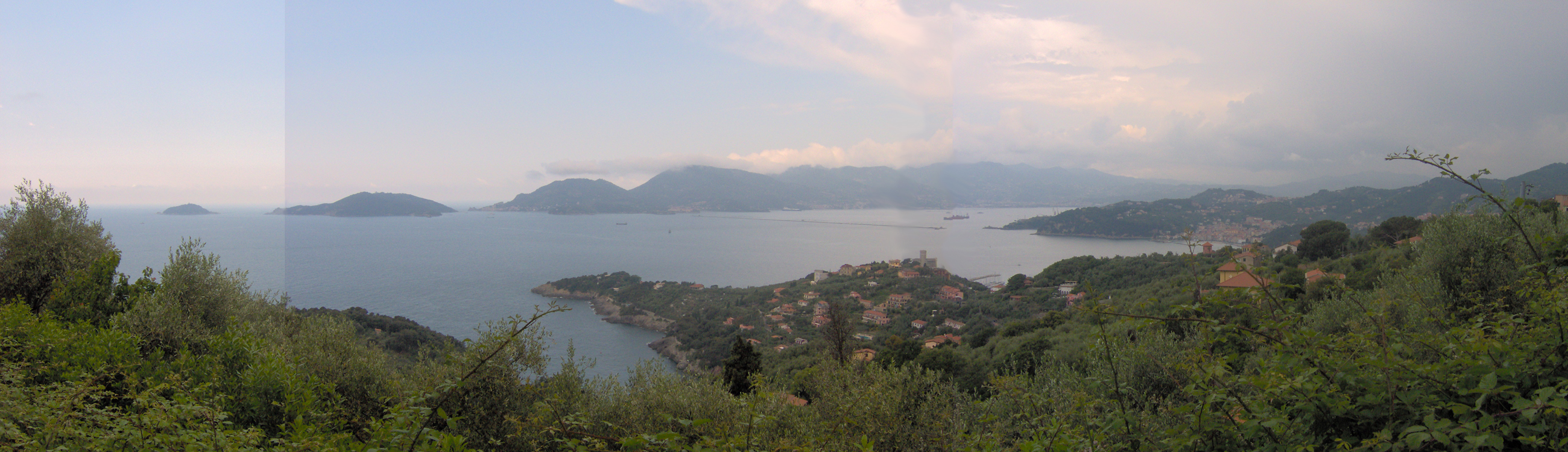
il Golfo della Spezia e il suo arcipelago
sullo sfondo l'isola del Tino (la prima a partire da sinistra)

## La ricorrenza di San Venerio
Ogni anno, il 13 settembre, all'isola del Tino si celebra festa di San Venerio. 
In questa ricorrenza si svolge una processione in mare che trasporta la statua del santo dalla Spezia all'isola del Tino e viene impartita la benedizione sai fedeli e alle imbarcazioni. 

Poiché il territorio dell'isola è di norma inaccessibile in quanto zona militare, questa giornata e la domenica successiva sono le uniche occasioni per poterlo visitare.
Inoltre viene esposto il reliquiario di San Venerio che ne contiene il teschio (infatti il Santo è sepolto a Reggio Emilia, ma questa parte del suo corpo nel 1959 venne restituita alla Diocesi della Spezia per disposizione di papa Giovanni XXIII).